# Macrogenitosomia praecox
Die Macrogenitosomia praecox (oder Makrogenitosomia praecox), von griechisch μακρός makros ‚groß‘ lateinisch Organum genitale ‚Fortpflanzungsorgan‘, griechisch σῶμα sṓma ‚Körper‘ und lateinisch praecox ‚vorzeitig‘, ist eine – mittlerweile – ungebräuchliche Bezeichnung für ein Adrenogenitales Syndrom mit vorzeitiger Geschlechtsentwicklung (Pubertas praecox) beim männlichen Geschlecht aufgrund einer Überfunktion der Nebennierenrinde.
Häufig liegen Tumoren der Hypophyse oder des Hypothalamus, der Nebennierenrinde oder Hodentumoren zugrunde.
Abzugrenzen ist der weibliche Pseudohermaphroditismus.